# Butte Malheur
 (avril 2018).
Si vous disposez d'ouvrages ou d'articles de référence ou si vous connaissez des sites web de qualité traitant du thème abordé ici, merci de compléter l'article en donnant les références utiles à sa vérifiabilité et en les liant à la section « Notes et références ».

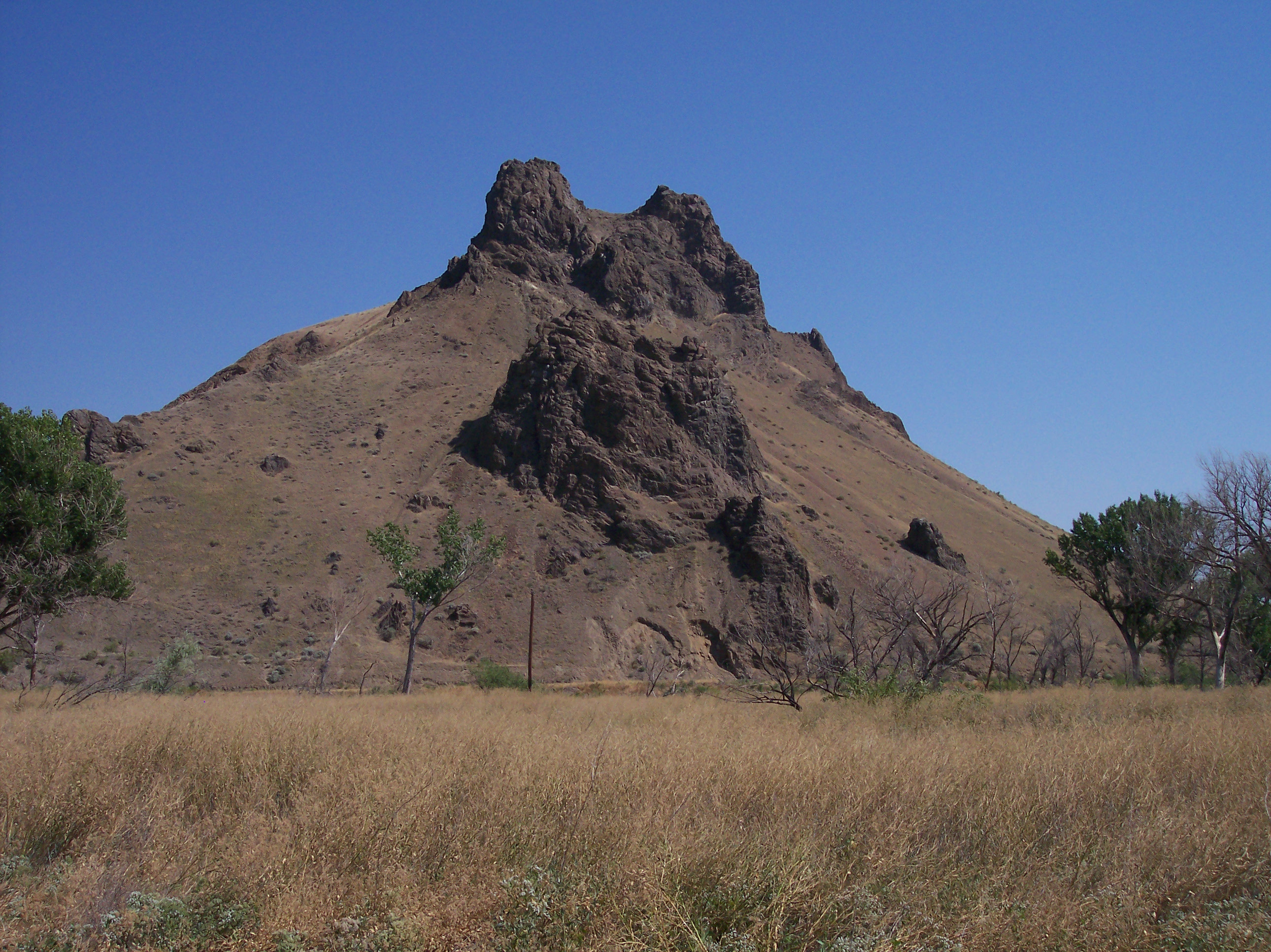
Vue de la butte Malheur dans l'Oregon.

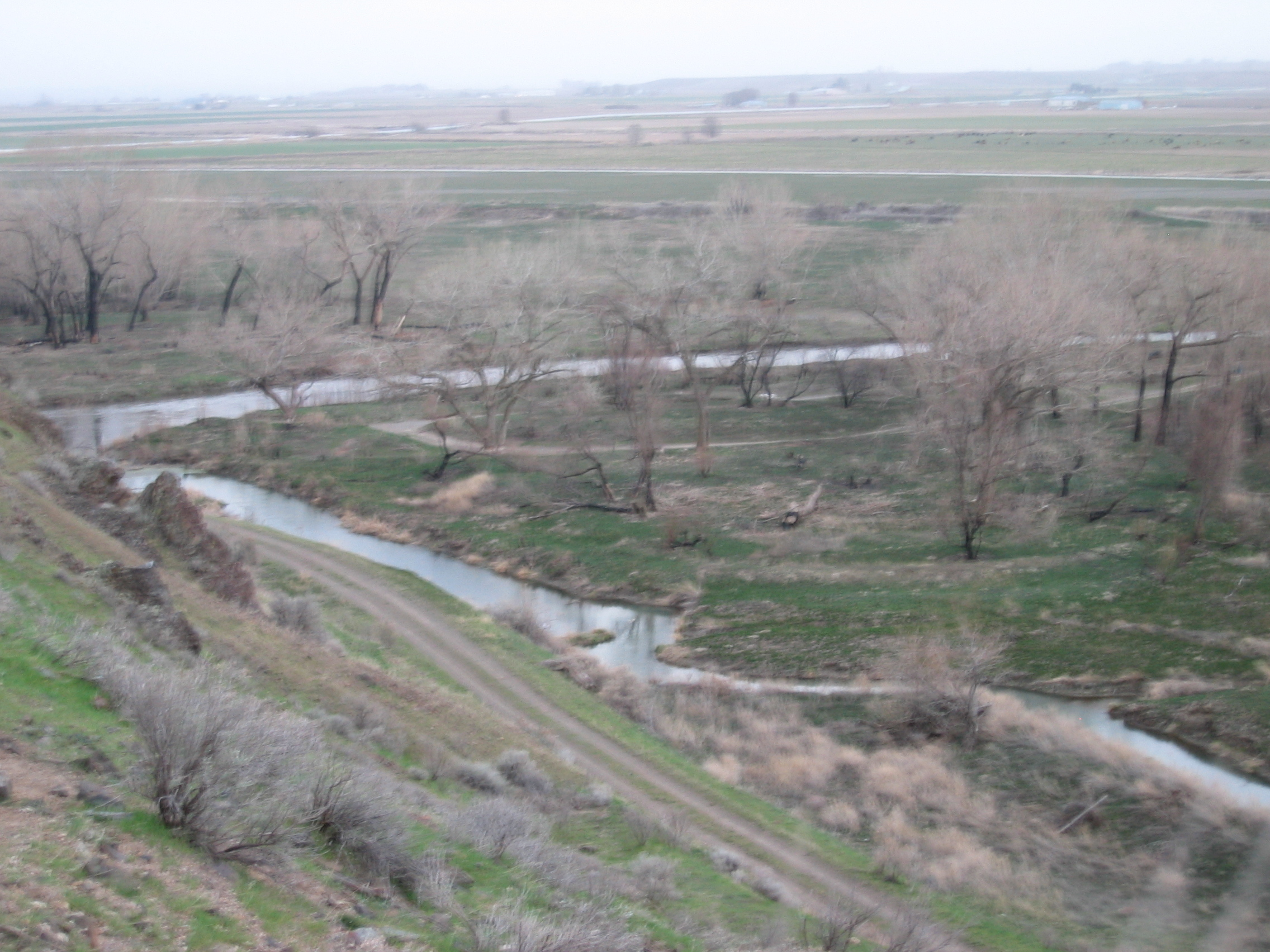
La rivière Malheur en contrebas de la butte Malheur

La butte Malheur, en anglais Malheur Butte, est un ancien volcan qui s'élève dans la partie orientale de l'État de l'Oregon aux États-Unis.
Le butte Malheur fait partie de la chaîne volcanique qui couvre le nord-ouest des États-Unis, depuis la Californie au sud, à l'État de Washington au nord.
Ce volcan inactif ne doit pas son nom en raison d'une quelconque catastrophe éruptive. Sa dénomination provient de la toponymie locale (rivière Malheur, comté de Malheur, lac Malheur) qui remonte au temps des trappeurs canadiens français qui parcouraient la région en quête de peaux de castor. Un important stock de fourrure fut dérobé par les Amérindiens et les trappeurs nommèrent cet endroit ainsi.
Bien que la butte Malheur soit inactive depuis des millions d'années, le comté de Malheur, dans lequel est situé ce volcan, profite de l'activité géothermique souterraine permanente sous forme de sources thermales.
De nos jours, la ville de Vale, siège du comté, utilise l'énergie géothermique grâce à son usine de captation des sources chaudes, afin d'utiliser cette source énergétique unique dans toute la région.
Le volcan fut érodé avec le temps, notamment par les eaux de la rivière Malheur qui passe en contrebas de son cône volcanique.